# Корріб
Корріб (англ. Corrib, ірл. Abhainn na Gaillimhe) — річка на заході Ірландії, що бере початок в озері Лох-Корріб і впадає в затоку Голуей Атлантичного океану, протікаючи через місто Голуей. Довжина становить всього 6 кілометрів.

## Верхній та Нижній Корріб

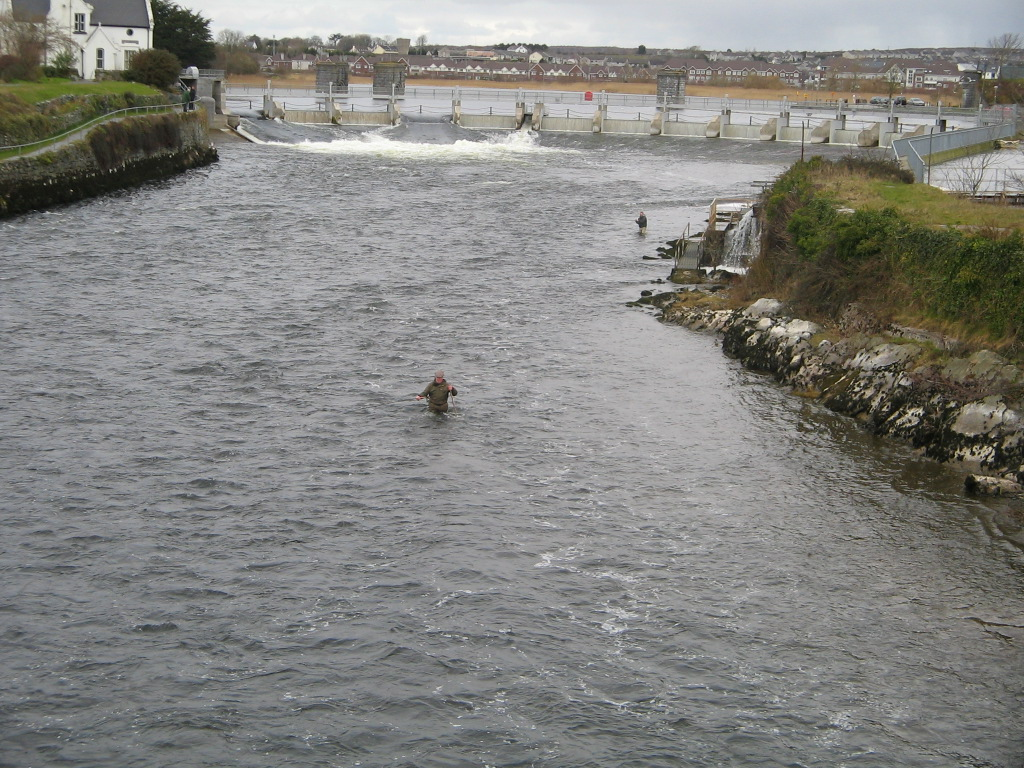
Вид на північ з міста Голуей. Можна побачити ділянку дамби.

Частина річки, що протікає від південного берега озера до Лососевої дамби (англ. Salmon Weir), відома як Верхній Корріб (англ. Upper Corrib). Дамба, що складається з кількох воріт, була початково побудована з каменю та деревини, проте зараз збереглися лише дві пари воріт, які завжди відкриті під час потопів. Інші ворота були згодом замінені 14 парами сталевих.
Ділянка річки, що протікає від Лососевої дамби через місто Голуей та впадає в затоку, відома під назвою Нижній Корріб (англ. Lower Corrib). Його перетинають три мости.
Єдина притока Нижнього Коррібу — Sruthán na gCaisláin (Замковий струмок), невеликий струмок, що протікає через Ньюкасл, територію державного університету та впадає в Корріб відразу за Королівською дамбою, широко відомою як рибні ворота.